# Gốm sứ Lò Điếu
Lò Điếu là lò tập trung chủ yếu ở huyện Vũ – tỉnh Hà Nam, các di chỉ lò Điếu có ở khắp nơi trong huyện, có tới hang tram di chỉ cho thấy đây là lò gốm chuyên phục vụ cho cung đình nhà Tống. Lò Điếu có từ thời Đường tuy nhiên đến thời Tống mới phát triển cực thịnh. Loại sứ này độc đáo ở men kết tủa, trong men có đồng oxit. Nếu sứ xanh và sứ đen dùng sắt oxit để làm chất xúc tác tạo màu thì sứ lò Điếu dùng đồng oxit làm sắc trạch rực rỡ kỳ diệu mà thần bí.